# Dan Maske
Dan Maske (* 1971 in West Allis) ist ein US-amerikanischer Komponist, Keyboarder und Musikpädagoge.
Maske hatte in seiner Schulzeit Klavierunterricht und spielte Trompete in einer Schulband. Er studierte Musiktheorie und Komposition an der University of Wisconsin–Milwaukee und der University of Wisconsin–Madison. Er gab privaten Kompositions-, Klavier-, Trompeten- und Schlagzeugunterricht und unterrichtet Musiktheorie und Komposition an der Cardinal Stritch University. Er ist Gründungsmitglied der Rock-Quartetts Far Corner, für das er als Komponist, Keyboarder und gelegentlich Perkussionist arbeitet. Außer den Stücken für Far Corner komponierte Maske kammermusikalische Werke, Werke für unterschiedliche Bläserensemble, für elektroakustische Instrumente sowie für Sinfonieorchester. Er ist Verfasser des Lehrbuches Progressive Rock Keyboard.